# 暁民会
暁民会（ぎょうみんかい）は、1920年（大正9年）5月、当時早大学生であった高津正道、高瀬清によって結成された学生・労働者の政治団体・社会運動団体である。会の中心メンバーの多くがいわゆる「暁民共産党事件」で検挙された。

## 概要

### 成立
早稲田大学学生であった高津正道は、学生団体・民人同盟会を結成した後、同じ早大生の高瀬清とともに、「社会運動の研究と普及・啓蒙、争議の応援、闘士の養成」を目的として1920年5月、暁民会を結成した。翌1921年1月に「アナ・ボル提携」を掲げて『労働運動』（第2次）が創刊されると、高津はこれにも参加し、大杉栄とともに同誌の中心となっていたアメリカ帰りの社会主義運動家である近藤栄蔵に接近した。同年3月頃、近藤らによって日本共産党暫定執行委員会が結成されると、暁民会はこれに組織として参加した。

### 活動
同年4月、コミンテルンとの連絡のため上海に渡航した近藤はコミンテルンから党結成資金として6500円を受領するも、帰途「下関遊興事件」で検挙されて拘禁、所持金の出所を探知される失態を演じた。その後近藤は共産党暫定執行委員会において正式な共産党結党を準備していた堺利彦に資金の提供を持ちかけたが拒否されたため、高津らに共産党結成を提案した。8月頃に大学当局によって、民人同盟会が解散させられると、会員たちは「日本共産党」を称して活動しはじめた。
高津ら暁民会有志に仲宗根源和ら無産社の有志を加えた人々は、コミンテルン資金の一部を使って宣伝ビラを作成し東京・大阪・京都・神戸など各地に配布、11月には東京での陸軍大演習に向けて各地に分宿中の将兵宛に「（日本）共産党本部」名義で「上官に叛け」などの印刷物を送付した。近藤はこれらを「共産党結成」として上海のコミンテルン・ビューローに誇大に報告、さらに資金を要請した。

### 暁民共産党事件
しかし11月25日に近藤が逮捕、12月1日には関係者40名が一斉検挙された（暁民共産党事件 / 軍隊赤化事件）。近藤・高津・仲宗根らは、8月20日の協議により「暁民共産党」を結成したものと当局によって決めつけられ（実際には結成はされていなかったとの説が有力である）、被検挙者中15名が出版法および治安警察法の違反容疑で起訴され、1922年4月25日、近藤の禁錮10ヵ月の他、高津・仲宗根ら合計8名の禁錮・罰金の判決が下った（それ以外は無罪）。この事件によって暁民会は壊滅したが、そのメンバーの大半は同年7月の日本共産党「創立大会」に参加したため、暁民会（もしくは「暁民共産党」グループ）は第一次日本共産党の源流の一つと見なされている。

## 参加者
- 浦田武雄